# JR北海道巴士

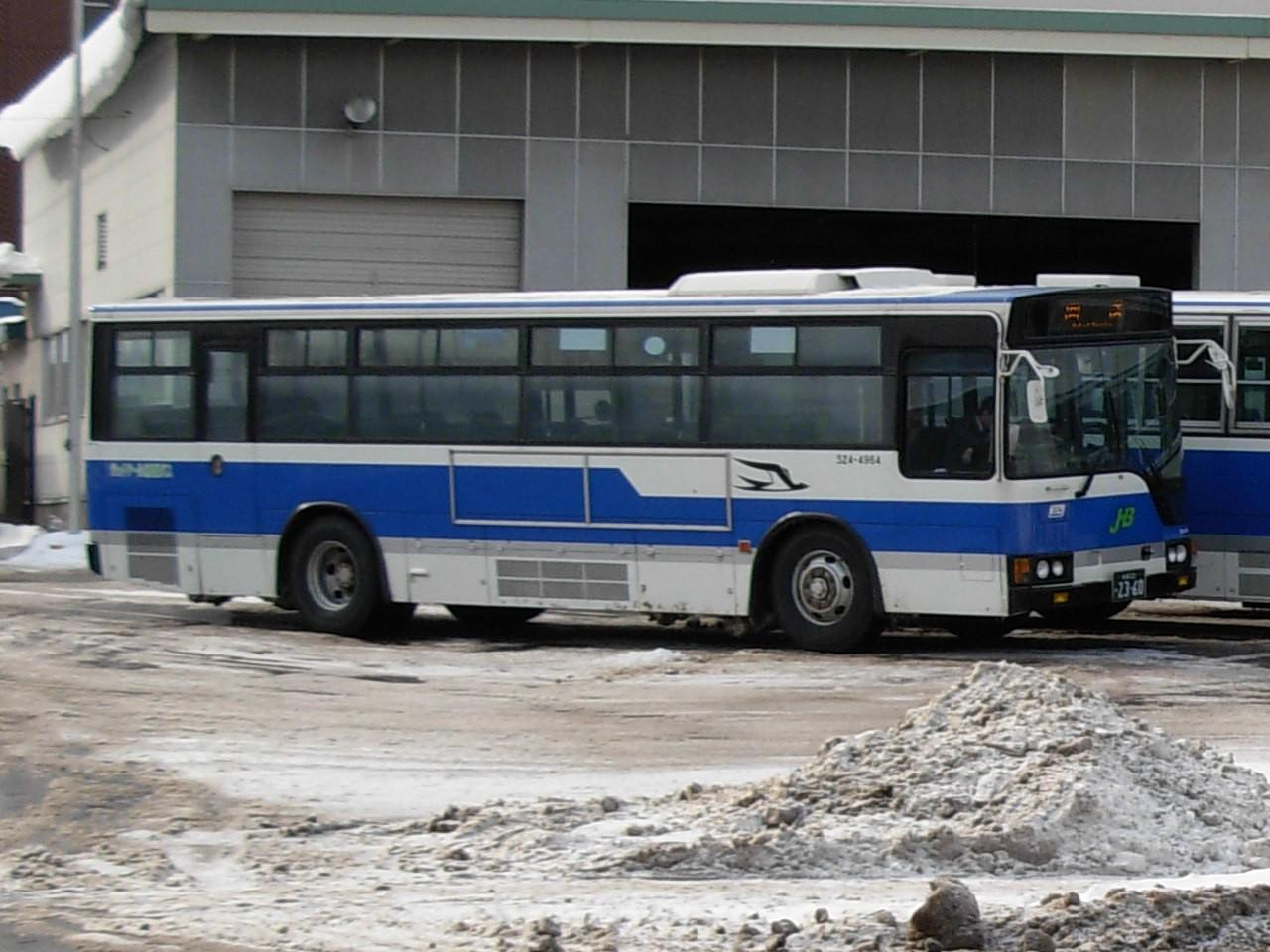
三菱扶桑AeroStar

JR北海道巴士（日语：ジェイ・アール北海道バス）是本部位于日本北海道札幌市的巴士公司。該公司是北海道旅客鐵道（JR北海道）的全資子公司。公司總部位于札幌市西區二十四軒2條7丁目1番26號。

## 外部連結
- JR北海道巴士 （日語）
- Sapporo ekibus navi （页面存档备份，存于）（札幌市内交通機關情報）